# Zenbu! Petit Moni
Albums de Petit Moni
Together!
(18 avril 2001) Mega Best
(10 déc. 2008)
Albums par Morning Musume
4th Ikimasshoi!
(27 mars 2002) No.5
(26 mars 2003)
Singles
1. Chokotto Love
Sortie : 25 novembre 1999
2. Seishun Jidai 1.2.3! / Baisekō Daiseikō!
Sortie : 26 juillet 2000
3. Baby! Koi ni Knock Out!
Sortie : 28 février 2001
4. Pittari Shitai X'mas!
Sortie : 14 novembre 2001

 Zenbu! Petit Moni  ou Zenbu! Petitmoni (ぜんぶ! プッチモニ) est le premier (et unique) album du groupe féminin de J-pop Petit Moni, sous-groupe de Morning Musume.

## Présentation
L'album sort le 21 août 2001 au Japon sous le label zetima, écrit et produit par Tsunku. Il atteint la 1re place du classement de l'Oricon, et reste classé pendant cinq semaines, pour un total de 109 160 exemplaires vendus. Il restera le seul album sorti par le groupe sous son seul nom.
C'est en fait un album compilation, contenant dans le désordre les huit titres déjà parus sur les quatre singles du groupe (faces "A et B"), et un seul titre inédit (Makenai Maketakunai). Les deux derniers titres (The Petit Mobics ou The Petitmobics) sont des medleys de dix courtes chansons interprétées par le groupe pour accompagner à l'origine des séquences d'exercice physiques présentées par les trois membres tous les jours en semaine d'avril à août 2001 sur la chaine de télévision TBS.
L'ex-membre Sayaka Ichii, présente sur les deux titres extraits du premier single Chokotto Love, figure aussi sur la photo de couverture de l'album.

## Membres
- "1re génération" : Kei Yasuda, Maki Goto, Sayaka Ichii (Chokotto Love et Dream & Kiss)
- "2e génération" : Kei Yasuda, Maki Goto, Hitomi Yoshizawa (sur les autres titres)

## Liste des titres
Toutes les chansons sont écrites et composées par Tsunku.
| 1.  | Chokotto Love (ちょこっとLOVE)                                           | 1er single             |  |
| 2.  | Seishun Jidai 1.2.3! (青春時代1.2.3!)                                    | Co-face A du 2e single |  |
| 3.  | Baisekō Daiseikō! (バイセコー大成功!)                                    | Co-face A du 2e single |  |
| 4.  | Baby! Koi ni Knock Out! (BABY! 恋にKNOCK OUT!)                           | 3e single              |  |
| 5.  | Pittari Shitai X'mas! (ぴったりしたいX'mas!)                             | 4e single              |  |
| 6.  | Makenai Maketakunai (負けない 負けたくない)                              | Nouvelle chanson       |  |
| 7.  | Dream & Kiss (DREAM&KISS)                                                | Face B du 1er single   |  |
| 8.  | Waltz! Ahiru ga Sanba (3ba) (ワルツ!アヒルが3羽)                         | Face B du 3e single    |  |
| 9.  | Yume no "Tsu.zu.ki" (夢の「つ・づ・き」)                                 | Face B du 4e single    |  |
| 10. | The Petit Mobics (Medley Version) (ザ★プチモビクス (メドレーVersion))    |                        |  |
| 11. | The Petit Mobics 2 (Medley Version) (ザ★プチモビクス2 (メドレーVersion)) |                        |  |